# Torneo de Queen's Club 2023
El cinch Championships 2023 fue un torneo de tenis del ATP Tour 2023 en la serie ATP 500. Se disputó en Londres, Reino Unido del 19 al 25 de junio de 2023.

## Distribución de puntos
| Modalidad            | Campeón | Finalista | Semifinales | Cuartos de final | 2.ª ronda | 1.ª ronda | Clasificados | 2.ª ronda de clasificación | 1.ª ronda de clasificación |
| Individual masculino | 500     | 330       | 200         | 100              | 50        | 0         | 25           | 13                         | 0                          |
| Dobles masculino     | 500     | 300       | 180         | 90               | –         | –         | 45           | 25                         | 0                          |

## Cabezas de serie

### Individual masculino
| Tenista             | Ranking | Preclasificado |
| Carlos Alcaraz      | 2       | 1              |
| Holger Rune         | 6       | 2              |
| Taylor Fritz        | 8       | 3              |
| Frances Tiafoe      | 12      | 4              |
| Cameron Norrie      | 13      | 5              |
| Lorenzo Musetti     | 17      | 6              |
| Álex de Miñaur      | 18      | 7              |
| Francisco Cerúndolo | 20      | 8              |

- Ranking del 12 de junio de 2023.[2]

### Dobles masculino
| Tenista                     | Ranking | Preclasificado |
| Wesley Koolhof Neal Skupski | 4       | 1              |
| Ivan Dodig Austin Krajicek  | 5       | 2              |
| Rajeev Ram Joe Salisbury    | 11      | 3              |
| Hugo Nys Jan Zieliński      | 21      | 4              |

## Campeones

### Individual masculino
Carlos Alcaraz venció a  Álex de Miñaur por 6-4, 6-4

### Dobles masculino
Ivan Dodig /  Austin Krajicek vencieron a  Taylor Fritz /  Jiří Lehečka por 6-4, 6-7(5-7), [10-3]